# Éclipse solaire du 26 février 1998
L'éclipse solaire du 26 février 1998 est une éclipse solaire totale. Elle fut l'avant-dernière éclipse totale du XXe siècle.

## Son parcours
Sa trajectoire était essentiellement marine, du Pacifique équatorial à l'Atlantique Nord tropical.
Les seules terres touchées étaient les iles du nord de l'archipel des Galápagos, dont le nord de l'île Isabela, l'île Pinta, l'île Marchena, dans la matinée locale. Puis le nord de l'Amérique du Sud avec le Panama, la Colombie, le Venezuela. Et quelques iles des Antilles, comme Aruba, Bonaire, Curaçao ainsi que Antigua, Montserrat et la Guadeloupe dans l'après-midi locale.

## Galerie

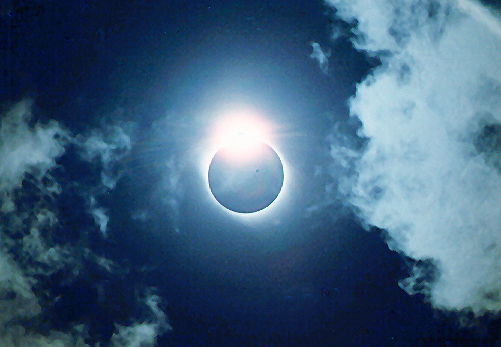
Photo de « l'anneau de diamant » prise au Venezuela.

## Vidéos
- Total eclipse, 1998 February 26, Venezuela
- Aruba Eclipse - February 26, 1998
- Maracaibo eclipse solar 1998